# ジョン・ドラマニ・マハマ
ジョン・ドラマニ・マハマ（英語: John Dramani Mahama、[məˈhɑːmə]、1958年11月29日 - ）は、ガーナの政治家。同国第7・9代大統領（2012年 - 2017年、2024年 - 現職）。2009年より副大統領を務めていたが、ジョン・アッタ・ミルズ大統領の死去にともない2012年7月24日に大統領に昇格した。同年12月の大統領選で当選後、大統領としての一期目を開始した。通信の専門家、歴史家、作家でもあり、1997年から2009年まで国会議員、1998年から2001年まで通信相を務めた。

## 生い立ち
ノーザン州ボレを本貫とするゴンジャ族として、第一共和政の同州ダモンゴに生まれる。富裕なコメ農家で教師でもあった父のエマニュエル・アダマ・マハマは、西ゴンジャ選挙区選出の初代国会議員で、クワメ・エンクルマ政権下の第一共和政でノーザン州の初代長官を務めた。また、ヒラ・リマンの第三共和政では大統領の上級顧問として仕えた。
マハマはアチモタ・スクールで初等教育を受けた後、ノーザン州タマレにあるガーナ中等学校とレゴンのガーナ大学に進み、1981年に歴史学の学位を、1986年にコミュニケーション学の準修士号を取得。ソビエト連邦のモスクワの社会科学研究所に留学し、社会心理学を専攻した。
学業を終えた数年間、マハマは中等学校で歴史を教えた。モスクワ留学から帰国すると、1991年から1995年にかけてアクラの日本大使館に情報文化調査担当官として勤務した。それから反貧困のNGOプラン・インターナショナルのガーナ事務所に移り、1995年から翌年まで勤めた。1993年には、日本の外務省が開く海外広報専門員研修コースに参加している。ナイロビのプラン・インターナショナルが組織する経営開発コースにも参加した。

## 政治経歴

### 国会議員
1996年、マハマはボレ/バンボイ選挙区から4年任期の国会議員に初当選した。1997年4月、通信副大臣に任命された。1998年11月に通信大臣に昇格し、国民民主会議 (NDC) が新愛国党に政権を明け渡す2001年1月まで在職した。
2000年の選挙ではボレ/バンボイ選挙区から再選され、2004年にも三選された。2001年から2004年まで、通信担当の野党院内報道官を務めた。2002年には、NDCの通信部長に任じられた。同年には、ジンバブエの国会議員選挙における国際選挙監視団のメンバーにも選ばれている。国会議員として議事規則委員会のほか、国会内の交通、産業、エネルギー、通信、科学技術の各委員会に所属した。

### 大臣および副大統領
1997年4月から1998年11月まで、マハマは通信副大臣を務めた。通信相の在任期間中は国家通信庁の長官も兼務し、1997年に規制が撤廃されたガーナの通信部門の安定に重要な役割を果たした。ガーナAIDS委員会の創立委員や2000年の国家人口調査実行委員、付加価値税再導入に関する広報委員会の副委員長も務めた。
国際関係に対する関心とかかわり合いは拡大し続け、2003年に汎アフリカ会議の議員になり、2011年まで西アフリカ地方委員会の副委員長を務めた。ヨーロッパ・汎アフリカ会議の協力担当委員でもあった。さらに、2005年には外務担当の野党報道官に任じられた。ガーナの紛争解決に関する国連開発計画の諮問委員は現在も務めている。
2009年1月7日、マハマはガーナの副大統領になった。この立場で、国家経済監督班や軍統合評議会、地方分権実行委員会と警察委員会の代表を兼務することとなった。

### 大統領
ジョン・アッタ・ミルズ大統領が死去した2012年7月24日、ガーナの憲法の規定により、マハマは大統領に昇格した。すべてのレベルの政治的役職（ガーナ国会と汎アフリカ議会の議員、副大臣、大臣、副大統領、大統領）を歴任した初の大統領である。国会における宣誓で、彼は次のように述べた。
わが国の史上最も悲しい日です。国じゅうが涙に沈み、みな深く悲しみ、動揺しています・・・。私個人も打ちひしがれました。父を、友を、師を、そして先輩を失ったのですから。亡き大統領のため、ガーナは悲しみで団結しています。
これにより、マハマは1957年3月6日のガーナ独立宣言後に生まれた、初の同国の国家元首となった。比較的若いマハマが指導者となったことは、家父長的な性格を帯びた古いアフリカ政治から、21世紀の近代民主国家が直面する気候変動や食糧安全保障といった難問と向き合う用意のある、革新的で起業精神を持った独立後生まれの新しい世代へのパラダイムの転換を象徴している。国民民主会議は2012年8月30日に特別全国代表会議を開催し、マハマを同年行われる大統領選の候補者として承認した。唯一の立候補者であったマハマは、投票総数の99.5%にあたる2767票を得た。マハマは前大統領の政権下にはじまったベター・ガーナ・アジェンダの継続を強く推進すると述べた。
2012年12月の総選挙で、マハマは投票総数の50.70%を獲得し、47.74%を得た主要野党の新愛国党のナナ・アクフォ＝アド候補に3%の僅差で勝利した。わずかに過半数を上回ったため、決選投票は行われなかった。マハマはガーナの10州のうち8州で過半数を制した。アクラのブラック・スター広場でアフリカの13の国家元首と1人の首相、2人の副大統領、それに全世界の18の政府代表の臨席のもと、就任式が執り行われた2013年1月7日から、マハマの4年間の任期が始まった。
マハマの就任後、2012年の大統領候補アッドや副大統領候補マハムドゥ・バウミア、ジェイコブ・オタンカ・オベツェビ＝ランプティ議長が率いる野党の新愛国党は、不正行為があったとして選挙結果に異議を唱えた。この申し立てはガーナ最高裁判所の9人の判事が審理にあたった。8ヶ月の審理の後、最高裁判所は8月29日に申し立てを却下した。
マハマはTwitterやFacebookなどのSNSで、最もフォローされているアフリカの指導者のひとりである。2013年5月、彼は西アフリカ全域がイスラム武装勢力の脅威に直面していると述べた。

### 大統領への再挑戦
再選を目指した2016年12月7日の大統領選挙では53.8％を得票したアクフォ＝アドに対してマハマは44.4％にとどまり落選した。2020年12月7日の大統領選挙にも出馬したが現職のアクフォ＝アドが得票率51.6％で再選され、マハマは47.4％で再び落選した。しかしこの選挙には不正があったとして、選挙結果を認めない立場である。2024年12月7日に執行された大統領選挙では過半数を制して当選し、マハムドゥ・バウミア副大統領は敗北を認めた。また同時に執行された議会選挙は国民民主会議が勝利宣言を行った。